# Champignolles (Eure)
Champignolles település Franciaországban, Eure megyében. Lakosainak száma 38 fő (2018. január 1.). Champignolles Ajou, Bosc-Renoult-en-Ouche, La Ferrière-sur-Risle és Le Fidelaire községekkel határos.

## Népesség
A település népességének változása:
| Lakosok száma | 17   | 19   | 20   | 28   | 36   | 41   | 39   | 38   | 38   | 38   |
|               | 1968 | 1975 | 1982 | 1999 | 2006 | 2011 | 2013 | 2016 | 2017 | 2018 |